# Чернопольский сельский совет
Чернопольский сельский совет (укр. Чорнопільська сільська рада, крымскотат. Qaraçöl köy şurası) — административно-территориальная единица в Белогорском районе в составе АР Крым Украины (фактически до 2014 года); ранее до 1991 года — в составе Крымской области УССР в СССР.
Население по переписи 2001 года составляло 2046 человек. Территория сельсовета лежит в продольной долине между Внутренней и Внешней грядами Крымских гор в междуречье Биюк-Карасу и Кучук-Карасу.
В состав сельсовета к 2014 году входило 4 села:
- Чернополье
- Дозорное
- Кизиловка
- Ульяновка

## История
Чернопольский сельский совет был образован в период между 1977 годом, когда сёла ещё входили в состав Криничненского сельсовета и 1985 годом (поскольку в постановлениях Верховной Рада Украины, начиная с этого года, такое действие не значится). С 12 февраля 1991 года сельсовет в восстановленной Крымской АССР, 26 февраля 1992 года переименованной в Автономную Республику Крым.
С 21 марта 2014 года — аннексирован Россией. С 2014 года на месте сельсовета находится Чернопольское сельское поселение Республики Крым.